# Vrăjitoarele (film din 2024)
Vrăjitoarele (în engleză Wicked, intitulat și Wicked: Part I) este un film muzical fantastic american din 2024, regizat de Jon M. Chu și scris de Winnie Holzman⁠(d) și Dana Fox. Este prima parte a unei adaptări cinematografice în două părți a musicalului de scenă cu același nume⁠(d) de Stephen Schwartz⁠(d) și Holzman, care s-a bazat vag pe romanul din 1995⁠(d) al lui Gregory Maguire⁠(d), la rândul său bazat pe cărțile Oz și pe filmul din 1939 Vrăjitorul din Oz.
Filmul acoperă primul act al musicalului. În rolurile principale interpretează Cynthia Erivo ca Elphaba⁠(d) Thropp și Ariana Grande-Butera ca Galinda⁠(d) Upland, cu Jonathan Bailey, Ethan Slater, Bowen Yang, Marissa Bode, Peter Dinklage, Michelle Yeoh și Jeff Goldblum în alte roluri. 
Amplasat în Țara lui Oz, înainte de sosirea Dorothei Gale din Kansas, filmul o urmărește pe Elphaba, viitoarea Vrăjitoare cea Rea din Vest, și prietenia cu colega ei de clasă Galinda, care devine Glinda cea Bună.
Universal Pictures și Marc Platt, care au produs amândoi musicalul de scenă, au anunțat ecranizarea în 2012. După o dezvoltare îndelungată și întârzieri multiple, parțial din cauza pandemiei de COVID-19, Chu a fost angajat să regizeze, cu Erivo și Grande distribuiți în 2021. Adaptarea a fost împărțită în două părți pentru a evita tăierea punctelor importante ale intrigii și pentru a extinde călătoriile și relațiile personajelor. 
Filmarea principală a început în Anglia în decembrie 2022, a fost întreruptă în iulie 2023 de greva SAG-AFTRA din 2023 și a fost reluată și finalizată în ianuarie 2024.
A avut premiera la State Theatre din Sydney, Australia, la 3 noiembrie 2024 și a fost lansat în cinematografe din Statele Unite ale Americii la 22 noiembrie. A avut recenzii pozitive, a fost desemnat unul dintre cele mai bune filme din 2024 de Institutul American de Film și a câștigat premiul National Board of Review pentru cel mai bun film. A mai avut patru nominalizări la cea de-a 82-a ediție a premiilor Globul de Aur (din care a câștigat unul), unsprezece la cea de-a 30-a ediție a premiilor Critics' Choice (inclusiv pentru cel mai bun film) și un record de cinci la cea de-a 31-a ediție a premiilor Screen Actors Guild. A avut încasări de 697 milioane dolari în întreaga lume, la un buget de 150 milioane dolari americani, devenind filmul Oz cu cele mai mare încasări, adaptarea muzicală cu cele mai mare încasări din toate timpurile, filmul muzical Universal Pictures cu cele mai mare încasări și al șaselea film cu cele mai mari încasări din 2024. Continuarea, Wicked: For Good⁠(d), este programată să fie lansată în noiembrie 2025.

## Rezumat
În Țara Oz, Glinda cea Bună se alătură cetățenilor din Munchkinland în timp ce sărbătoresc moartea Vrăjitoarei Rele din Vest. Când un copil o întreabă pe Glinda de ce apare răutatea, ea reflectă la întrebare discutând povestea de fundal a Vrăjitoarei: născută dintr-o aventură dintre soția guvernatorului de atunci Thropp și un vânzător ambulant, a fost ostracizată de la naștere din cauza pielii ei nenatural de verde și a abilităților ei magice incontrolabile. („Nimeni nu-i plânge pe cei răi”). Când a fost întrebată dacă ea și Vrăjitoarea au fost prietene, Glinda dezvăluie că se cunoșteau și le explică trecutul lor.
Cu ani în urmă, Elphaba Thropp sosește la Universitatea Shiz pentru a-o caza pe sora ei mai mică, paraplegică, Nessarose („Dragă bătrână Shiz”). După o folosire neintenționată a puterilor sale, Madame Morrible, decanul de studii de vrăjitorie a Universității Shiz, se oferă să o înscrie pe Elphaba și să o îndrume în mod privat în vrăjitorie. Elphaba acceptă în speranța că îi va permite să-l întâlnească pe conducătorul lui Oz, Vrăjitorul, și să fie „de-înverzită” („Vrăjitorul și cu mine”). Spre nemulțumirea ei, ea este forțată să se cazeze într-o cameră cu Galinda Upland, foarte efervescentă; cele două se ciocnesc constant („Ce este acest sentiment?”). Într-o noapte, Elphaba îl urmărește pe Dr. Dillamond, o capră care vorbește, care este discriminat ca unul dintre ultimii profesori animale ai Universității Shiz, la o întâlnire a animalelor în afara campusului. Dillamond dezvăluie că și alte animale își pierd drepturile civile și capacitatea de a vorbi, dar Elphaba îl asigură că Vrăjitorul va îndrepta lucrurile („Ceva rău”).
Studentul rebel Fiyero Tigelaar este transferat aici, el aranjează să ducă un grup de studenți la sala de bal Ozdust („Dansând prin viață”). Galinda îl convinge pe Boq Woodsman, un Munchkin fericit și îndrăgostit de ea, s-o invite în schimb pe Nessarose, astfel încât ea să-l poată însoți pe Fiyero. La Ozdust, Galinda află de la Morrible, care este reticentă, că i se va permite să se alăture seminarului de vrăjitorie la cererea Elphabei. Elphaba sosește și este ridiculizată deoarece poartă o pălărie neagră ascuțită pe care Galinda i-a dat-o în glumă. Galinda, plină de remușcări, dansează cu ea („Duetul din Ozdust”), iar cele două fete încep să devină prietene („Popular”).
Dillamond anunță că Animalele nu mai au voie să predea la Shiz și este îndepărtat cu forță din sala de clasă. Înlocuitorul său, profesorul fără scrupule Nikidik, arată un nou instrument – o cușcă – cu un pui de leu înspăimântat închis, conceput pentru a împiedica animalele să învețe să vorbească. Elphaba frustrată, face o vrajă care învârte praf de mac în cameră, adormindu-i pe toți, cu excepția ei și a lui Fiyero. Ei evadează din campus și dau drumul puiului de leu în pădure. După ce au împărtășit acest moment, Elphaba deplânge că Fiyero o preferă pe Galinda în detrimentul ei („Nu sunt fata aceea”).

Elphaba primește o invitație să-l cunoască pe Vrăjitor, care a auzit de puterile ei de la Morrible. Galinda, care își scurtează acum numele în „Glinda” în solidaritate cu Dillamond, o însoțește. Cele două merg cu trenul către capitală, Orașul de Smarald, unde își afirmă prietenia în timp ce vizitează obiectivele turistice („O zi scurtă”). După ce a fost prezentată Vrăjitorului („Un bărbat sentimental”), Elphaba spune că dorește să ajute animalele în loc să-și schimbe culoarea pielii. Morrible sosește pentru a asista la prima întâlnire a Elphabei cu Vrăjitorul, iar cei doi o încurajează pe Elphaba să facă o vrajă din cartea sacră de vrăji Grimmerie. Ea face o vrajă de levitație care le dă maimuțelor, paznicii Vrăjitorului, aripi care apar dureros, permițându-i Vrăjitorului și Morriblei, care sunt încântați, să-i folosească ca spioni din aer. Elphaba realizează că cei doi se află din spatele persecuției animalelor și că Vrăjitorul se preface și nu are nicio putere magică. Îngrozită, Elphaba fură cartea Grimmerie și fuge.
Glinda o urmează pe Elphaba și o imploră să se împace cu Morrible și Vrăjitorul, dar Elphaba decide să le încurce planurile. Își ia rămas bun emoționant de la Glinda, care o susține, dar este prinsă de paznici. Elphaba repetă vraja de levitație pe o mătură cu care fuge în zbor din Orașul de Smarald. Morrible îl avertizează pe Oz că Elphaba este o „vrăjitoare rea”, studenții din Shiz evacuează campusul, Fiyero fuge de la școală, iar guvernatorul Thropp suferă un atac de cord când el și Nessarose primesc vestea. Elphaba zboară spre vest, lăsând-o pe Glinda în urmă („Sfidând gravitația”).

## Distribuție
- Cynthia Erivo – Elphaba Thropp, o tânără neînțeleasă, născută cu pielea verde, care devine Vrăjitoarea Rea din Vest[6][7]
  - Karis Musongole – tânăra Elphaba[10]
- Ariana Grande – Galinda „Glinda” Upland, o tânără populară care devine Glinda cea Bună[8][6][7]
- Jonathan Bailey – Fiyero Tigelaar, un prinț din Țara Winkie care le întâlnește pe Elphaba și Galinda la școală[11][12]
- Ethan Slater – Boq pădurarul,[13] un Munchkin îndrăgostit de Galinda[7]
- Bowen Yang – Pfannee, unul dintre prietenii de facultate ai Glindei[14]
- Peter Dinklage – vocea Dr. Dillamond, o capră vorbitoare și profesor de istorie la Universitatea Shiz care se împrietenește cu Elphaba[15]
  - Luisa Guerreiro a fost artistul de mișcare pentru Dr. Dillamondd[16]
- Michelle Yeoh – Madame Morrible, decanul de vrăjitorie la Universitatea Shiz[17]
- Jeff Goldblum – Minunatul Vrăjitor din Oz[18]
- Marissa Bode – Nessarose Thropp, sora Elphabei mai tânără, aflată în scaunul cu rotile[14]
  - Cesily Collette Taylor – tânăra Nessarose
- Bronwyn James – Shenshen, unul dintre prietenii de facultate ai Glindei[14]
- Andy Nyman – Guvernatorul Thropp, tatăl lui Elphaba și Nessarose și guvernatorul din Munchkinland
- Courtney-Mae Briggs – doamna Thropp, mama Elphabei și a Nessarosei, care a murit după ce a născut-o pe Nessarose
- Keala Settle – domnișoara Coddle, directoarea Universității Shiz
- Aaron Teoh – Avaric, prietenul lui Fiyero
- Sharon D. Clarke – vocea lui Dulcibear, o ursoaică care vorbește, care o ajută pe Elphaba în timpul nașterii sale și lucrează ca dădacă pentru familia Thropp
  - Madeline Wilson a fost artistul de mișcare pentru Dulcibear[16]
- Jenna Boyd – vocea Doctorului Lup, care ajuta la nașterea Elphabei[19]
  - Sarah Mardel a fost artistul de mișcare pentru Doctorul Lup[16]
- Colin Michael Carmichael – Profesor Nikidik, profesor la Universitatea Shiz

În plus, Leul cel Laș își face apariția ca pui. Dorothy Gale, o fată de la o fermă din Kansas care este transportată în Ținutul lui Oz de o tornadă împreună cu câinele ei Toto, este prezentată alături de Sperietoare, Omul de Tinichea și o versiune pentru adulți a Leului cel Laș într-o scurtă apariție cameo la începutul filmului. Robin Guiver joacă rolul lui Chistery, conducătorul armatei de maimuțe a vrăjitorului și maimuța înaripată favorită a Elphabei.
Stephen Stanton interpretează vocea calului lui Fiyero.